# Zeria toppini
Zeria toppini är en spindeldjursart som först beskrevs av Hewitt 1916.  Zeria toppini ingår i släktet Zeria och familjen Solpugidae.

## Underarter
Arten delas in i följande underarter:
- Z. t. edentula
- Z. t. toppini